# Tetraglenes breviceps
Tetraglenes breviceps là một loài bọ cánh cứng trong họ Cerambycidae.